# Sil·logisme hipotètic
En lògica s'anomena  sil·logisme hipotètic  aquell tipus de sil·logisme o més aviat regla d'inferència que en la seva expressió planteja un cas hipotètic, per la qual cosa pot tenir termes vàlids o no. En la lògica proposicional un sil·logisme hipotètic pot expressar una regla d'inferència, mentre que en la història de la lògica els sil·logismes hipotètics han estat una antelació de la teoria de les conseqüències.

## En lògica proposicional
El sil·logisme categòric (abreujat  SP ) és un argument vàlid si segueix la següent manera argumental:
P → Q.
Q → R.
Aleshores (ergo), P → R.
Amb operadors lògics, això s'expressa:
{\displaystyle p\rightarrow q}
{\displaystyle q\rightarrow r,}
{\displaystyle \vdash p\rightarrow r}
On {\displaystyle \vdash } representa l'asserció lògica.
En altres termes, en aquest tipus d'arguments si A implica B, i B implica C, transitivament el primer (A) implica el tercer (C). Un exemple de sil·logisme categòric és el següent:
Si no em desperto, no puc anar a la festa.
Si no vaig a la festa, no em divertiré.
Aleshores, si no em desperto no em divertiré.
Noteu que el caràcter condicional facilita –encara que no necessàriament– una possible fal·làcia (en el cas ja s'està implicant [→] gairebé absolutament una possible festa amb una possible diversió).
Els sil·logismes categòrics tenen l'avantatge de poder ser contrafacta: aquests poden tenir conclusions certes fins i tot si tenen premisses que es coneixen falses.
Exemples de premisses contrafacta que poden ser vàlidament utilitzades en un sil·logisme categòric:
- Si José de San Martín hagués usat barba, hauria tingut un aspecte elegant.
- Si Petrus Christus hagués pintat com un impressionista, hauria estat un bon pintor.